# Carl Ludwig Amelang
Carl Ludwig Amelang auch Karl Ludwig Amelang (* 27. April 1755 in Berlin; † 16. Juli 1819 ebenda) war ein preußischer Jurist und Beamter.

## Leben

### Familie
Carl Ludwig Amelang war der Sohn des Schneiders Johann Christian Amelang.

### Werdegang
Nach dem Besuch des Joachimsthalschen Gymnasiums in Berlin immatrikulierte Carl Ludwig Amelang sich am 7. April 1773 an der Universität Frankfurt an der Oder zu einem Studium der Rechtswissenschaften.
Nach Beendigung des Studiums war er seit 1776 als Advokat in Berlin tätig; später war er gleichzeitig Rat beim Kriminalsenat des Kammergerichts. Seit dem 2. Dezember 1781 war er Justizkommissar und Notar im Departement des Kammergerichts.
Nachdem am 6. Juni 1793 eine überarbeitete Fassung der Prozessordnung mit königlichem Publikationspatent als Allgemeine Gerichtsordnung für die preußischen Staaten in Kraft getreten war, war er zugleich als Kriminalrat, kurmärkischer Kammer-Assistenzrat, Mitglied der Justizdeputation der kurmärkischen Kriegs- und Domänenkammer, Hoffiskal (Beamter zur Vertretung der finanziellen Angelegenheiten eines Hofes), Justizkommissar und Notar im Departement des Kammergerichts tätig.
Am 20. Dezember 1794 wurde er zum Justiziar beim Berliner Polizeidirektorium mit dem Prädikat Geheimer Kriegsrat und zum Direktor des Berliner Stadtgerichts ernannt.
Mit der Ordre vom 20. Mai 1795 wurde er auf Vorschlag von Justizminister Heinrich Julius von Goldbecks zum Direktor des neuen Kriminaldepartements beim Berliner Stadtgericht ernannt; hierfür legte er im Mai 1795 seinen Posten als Hoffiskal nieder, dem er zwölf Jahre meist ohne Gehalt vorgestanden hatte.
1797 wurde er ohne Angabe von Gründen entlassen und nach Magdeburg verwiesen, bekam aber, nachdem König Friedrich Wilhelm II. verstorben war und die Regierungsgeschäfte von seinem Sohn Friedrich Wilhelm III. geführt wurden, mit Ordre vom 23. November 1797 die Erlaubnis nach Berlin zurückzukehren, um sich um seine Kanzlei kümmern zu können.
Am 25. November 1800 erhielt der Minister Friedrich Wilhelm von der Schulenburg-Kehnert die Anweisung, Carl Ludwig Amelang auf dessen Gesuch um Wiederanstellung als Jurist beim General-Postamt einzusetzen; am 2. Juni 1806 erhielt er seine Bestellung zum Geheimen Postrat.
1808 wurde er erneut Justizkommissar am Kammergericht und war gleichzeitig Rechtskonsulent des General-Postamtes sowie Syndikus der Offizier-Witwenkasse.

### Berufliches Wirken
Carl Ludwig Amelang machte sich einen Namen als Verteidiger des Predigers Johann Heinrich Schulz aus Giesdorf und publizierte 1792 hierzu seine Verteidigungsschriften; er galt damals als der bekannteste Anwalt Berlins.
Er publizierte auch als Verfasser und war von 1799 bis 1800, gemeinsam mit Karl August Gründler, der Herausgeber des dreibändigen Archiv des Preußischen Rechts sowie später alleine von 1800 bis 1805 des vierbändigen Neuen Archiv der preußischen Gesetzgebung.
Er vertrat 1790 unter anderem die Interessen des Buchdruckers Johann Friedrich Unger in dem Prozess gegen den Oberkonsistorialrat Johann Friedrich Zöllner; an der Urteilsfindung war auch Wilhelm von Humboldt beteiligt.

## Mitgliedschaften
- Carl Ludwig Amelang trat im Frühjahr 1789 als Freimaurer der Johannisloge Zur Verschwiegenheit[6] bei.[7]
- Er war Mitglied in dem 1791 gegründeten Landwirtschaftsverein Märkisch-Ökonomische Gesellschaft in Potsdam.[8]

## Schriften (Auswahl)
- Zur Vertheidigung des Predigers Herrn Schulz zu Gielsdorf. 1792.
- Vertheidigung des Predigers Schulz in der zweiten Instanz. Hamburg: Hoffmann, 1798.
- Archiv des Preußischen Rechts.
  - Band 1. Berlin 1799.
  - Band 2. Berlin 1799.
  - Band 3. Berlin 1800.
- Neues Archiv der preußischen Gesetzgebung und Rechtsgelehrsamkeit.
  - Band 1. Berlin 1800.
  - Band 2. Berlin 1803.
  - Band 3. Berlin 1805.
  - Band 4. Berlin 1805.